# Clips (My Little Loverの映像作品)
『clips』（クリップス）は、My Little Loverのビデオ・クリップ集。2001年12月12日にトイズファクトリーより発売。

## 概要
1995年から2001年までのプロモーション・ビデオを時系列で並べたMY LITTLE LOVER唯一のクリップ集。プロモーションビデオの他にはシングルとアルバムのスポットCMを収録。歌詞カードには小林武史によるライナーノーツがついている。

## 収録曲
1. Man & Woman
  - 作詞・作曲・編曲：小林武史　映像監督：信藤三雄
2. My Painting
  - 作詞・作曲・編曲：小林武史　映像監督：信藤三雄
3. 白いカイト
  - 作詞・作曲・編曲：小林武史　映像監督：信藤三雄
4. Hello, Again 〜昔からある場所〜
  - 作詞：小林武史  作曲：藤井謙二&小林武史、編曲：小林武史　映像監督：小林武史
5. NOW AND THEN 〜失われた時を求めて〜
  - 作詞・作曲・編曲：小林武史　映像監督：信藤三雄&小林武史
6. YES 〜free flower〜
  - 作詞・作曲・編曲：小林武史　小林武史　映像監督：信藤三雄&小林武史
7. ANIMAL LIFE
  - 作詞：akko&小林武史、作曲・編曲：小林武史　映像監督：信藤三雄&小林武史
8. Shuffle
  - 作詞・作曲・編曲：小林武史　映像監督：丹修一
9. Private eyes
  - 作詞・作曲・編曲：小林武史　映像監督：丹修一
10. 空の下で
  - 作詞・作曲・編曲：小林武史　映像監督：丹修一
11. DESTINY
  - 作詞・作曲・編曲：小林武史　映像監督：丹修一
12. CRAZY LOVE
  - 作詞・作曲・編曲：小林武史　映像監督：丹修一
13. STARDUST
  - 作詞・作曲・編曲：小林武史　映像監督：丹修一
14. shooting star 〜シューティングスター〜
  - 作詞・作曲・編曲：小林武史　映像監督：丹修一
15. 日傘 〜japanese beauty〜
  - 作詞・作曲・編曲：小林武史　映像監督：丹修一
16. Topics
  - 作詞・作曲・編曲：小林武史　映像監督：高橋栄樹&小林武史